# Məmmədli (Abşeron)
Məmmədli è un comune dell'Azerbaigian situato nel distretto di Abşeron. Conta una popolazione di 2 758 abitanti.